# (1437) Diomède
Pour les articles homonymes, voir Diomède (homonymie).
(1437) Diomède (internationalement (1437) Diomedes) est un astéroïde troyen de Jupiter. Il a été découvert par Karl Wilhelm Reinmuth le 3 août 1937 à Heidelberg en Allemagne.

## Caractéristiques
Il partage son orbite avec Jupiter autour du Soleil au point de Lagrange L4, c'est-à-dire qu'il est situé à 60° en avance sur Jupiter.
Les calculs d'après les observations de l'IRAS lui accordent un diamètre d'environ 164 kilomètres tandis que Sato & al. lui donne des dimensions de 284 sur 126 et sur 65 kilomètres.
Son nom fait référence au héros grec Diomède, le roi d'Argos. Sa désignation provisoire était 1937 PB.